# Potasznia (województwo dolnośląskie)
Potasznia – wieś w Polsce położona w województwie dolnośląskim, w powiecie milickim, w gminie Milicz.

## Podział administracyjny
| SIMC    | Nazwa                     | Rodzaj     |
| ------- | ------------------------- | ---------- |
| 0878168 | Bracław                   | przysiółek |
| 0878197 | Lelików                   | przysiółek |
| 0878151 | Potasznia pod Gądkowicami | część wsi  |

W latach 1975–1998 miejscowość położona była w województwie wrocławskim.